# Lauenhagen
Lauenhagen er en by og kommune i det nordvestlige Tyskland med 1320 indbyggere (2018-12-31), beliggende i den østlige del af Samtgemeinde Niedernwöhren i den nordlige del af Landkreis Schaumburg. Denne landkreis ligger i den nordlige del af delstaten Niedersachsen.

## Geografi
Lauenhagen er beliggende omkring 30 km vest for Hannover. Landkreisens administrationsby Stadthagen ligger ca. 4 km mod syd, mens Mittellandkanalen krydser områdetI den nordlige ende af kommunen. Nabokommuner er (med uret fra nord): Byen Sachsenhagen, kommunen Lüdersfeld, byen Stadthagen samt kommunerne Nordsehl og Pollhagen.
I kommunen ligger, ud over Lauenhagen, landsbyen Hülshagen.